# Litauische Handballmeisterschaft der Männer
Die litauische Handballmeisterschaft der Männer (litauisch Lietuvos rankinio lyga) ist die höchste Spielklasse in Litauen für Vereinsmannschaften im Handball der Männer. Ausgerichtet wird sie seit 1990 von litauischen Handballverband (Lietuvos Rankinio Federacija).

## Modus
Sieben Vereine spielen in der Hauptrunde in Hin- und Rückspiel jeder gegen jeden. Die beiden bestplatzierten Mannschaften sind für das Halbfinale der folgenden Play-offs gesetzt. Die Mannschaften der Plätze 3 bis 6 spielen über Kreuz die weiteren Halbfinalteilnehmer aus. Viertelfinale, Halbfinale und Spiel um Platz 3 finden im Modus Best-of-3 statt, das Finale im Modus Best-of-5. Der Sieger des Finales ist litauischer Meister des Jahres.
Der litauische Verband erhält von der Europäischen Handballföderation drei Startplätze für den EHF European Cup.

## Vereine 2023/24
| Verein                    | Ort       |
| ------------------------- | --------- |
| Dragūnas Klaipėda         | Klaipėda  |
| Granitas Kaunas           | Kaunas    |
| VHC Šviesa                | Vilnius   |
| Alytaus Varsa-Stronglasas | Alytus    |
| HC Amber                  | Vilnius   |
| HC Vilnius                | Vilnius   |
| SC-RSSG-Grifas            | Panevėžys |

## Meister nach Jahr
- 1991–2005: Granitas Kaunas
- 2006: Panevėžio Viking Malt
- 2007: Panevėžio Viking Malt
- 2008: Granitas Kaunas
- 2009: Granitas Kaunas
- 2010–2015: Dragūnas Klaipėda
- 2016: Varsa Alytus
- 2017: Dragūnas Klaipėda
- 2018: Dragūnas Klaipėda
- 2019: Dragūnas Klaipėda
- 2020: abgebrochen wegen der Covid-19-Pandemie
- 2021: VHC Šviesa
- 2022: VHC Šviesa
- 2023: VHC Šviesa
- 2024: VHC Šviesa
- 2025: Dragūnas Klaipėda

## Meister nach Titeln
| Rang | Verein                | Anzahl | Jahre                                                                                                |
| ---- | --------------------- | ------ | --- |
| 1    | Granitas Kaunas       | 17     | 1991, 1992, 1993, 1994, 1995, 1996, 1997, 1998, 1999, 2000, 2001, 2002, 2003, 2004, 2005, 2008, 2009 |
| 2    | Dragūnas Klaipėda     | 10     | 2010, 2011, 2012, 2013, 2014, 2015, 2017, 2018, 2019, 2025                                           |
| 3    | VHC Šviesa            | 4      | 2021, 2022, 2023, 2024                                                                               |
| 4    | Panevėžio Viking Malt | 2      | 2006, 2007                                                                                           |
| 5    | Varsa Alytus          | 1      | 2016                                                                                                 |